# Bengt Lagercrantz (industriman)
Carl Bertil Bengt Lagercrantz, född 2 januari 1918 i Djursholm, död 18 februari 2008, var en svensk ingenjör och industriman. Han var son till Bengt Lagercrantz.
Lagercrantz avlade bergsingenjörsexamen vid Kungliga Tekniska högskolan 1942 och var verksam vid Surahammars bruk 1942–1948 och vid Wirsbo bruk från 1948, som dess verkställande direktör från 1961. Lagercrantz genomförde en avsevärd kapacitetsökning av rörtillverkningen i Virsbo, så att företaget till slut kom att stå för en avsevärd del av alla stålrör och plaströr, som tillverkades i landet. Han invaldes som  ledamot av Ingenjörsvetenskapsakademien 1976.
Lagercrantz var gift med en släkting, Gunilla Lagercrantz (1920–2022), som var sondotter till grundaren av det moderna Wirsbo bruk, Herman Lagercrantz.